# Stadio Carlos Osório
Lo stadio Carlos Osorio (in portoghese Estádio Carlos Osorio) è uno stadio situato ad Oliveira de Azeméis, Aveiro, in Portogallo. È attualmente utilizzato per le partite di calcio ed è il terreno di casa dell'Oliveirense, militante in Liga de Honra. Il terreno ha una capienza di 1 750. Lo stadio prende il nome da Carlos Osorio, un abitante del villaggio locale che ha dato il permesso al club di costruire lo stadio nel suo pezzo di terra.
Dopo la promozione dell'Oliveirense dalla seconda divisione portoghese alla Liga de Honra nella stagione 2007-08, il LPFP ha incaricato il club di rimodellare lo stadio a causa dei criteri dei campionati professionistici che richiedono migliori condizioni di gioco.